# Міжнародна організація зі стандартизації
Міжнародна організація зі стандартизації (англ. International Organization for Standardization, ISO) — міжнародна організація, метою діяльності якої є ратифікація стандартів, розроблених спільними зусиллями делегатів від різних країн.
Організація ISO була заснована 23 лютого 1947 р. двадцятьма п'ятьма національними організаціями зі стандартизації, як координаційний орган.

## Завдання ISO
Відповідно до Статуту, ISO визначає завданням своєї діяльності як сприяння розвитку стандартизації і суміжних видів діяльності у світі з метою забезпечення міжнародного обміну товарами і послугами, а також розвиток співробітництва в інтелектуальній, науково-технічній і економічній галузях.
Доки ISO залишається неурядовою організацією, її можливості у розробці та ратифікації стандартів значно більші, ніж в інших подібних організацій. Це сприяло тому, що багато її стандартів стали державними у багатьох країнах, і дозволяють досить ефективно координувати дії багатьох національних організацій з стандартизації.
ISO тісно співпрацює з Міжнародною електротехнічною комісією (IEC), котра відповідає за область електротехніки й електроніки. Деякі види робіт виконуються спільними зусиллями ISO та ІЕС. Наприклад, питання інформаційних технологій, мікропроцесорної техніки тощо — це об'єкти спільних розробок ISO/ІЕС.
Міжнародні стандарти ISO на сучасному етапі охоплюють не лише галузі загального призначення, а й конкретні галузі економічної діяльності від стандартизації термінології, позначень, величин та одиниць, технічного креслення, форм документів до стандартизації, технічних вимог на продукцію, вимог відносно методів і засобів контролю, аналізу, випробувань.

## Напрями діяльності ISO
Для досягнення поставленої мети ISO здійснює свою діяльність за такими напрямами:
- розробка й публікація міжнародних стандартів;
- розробка й поширення документів, що сприяють гармонізації стандартів різних національних систем стандартизації;
- організація обміну інформацією про роботу центральних та технічних органів ISO, а також національних організацій з стандартизації країн-членів ISO;
- співпраця з іншими міжнародними організаціями у суміжних із стандартизацією сферах діяльності.

## Назва
Назва організації зазвичай пишеться, як «ISO»International Standards Organization», 

## Склад ISO

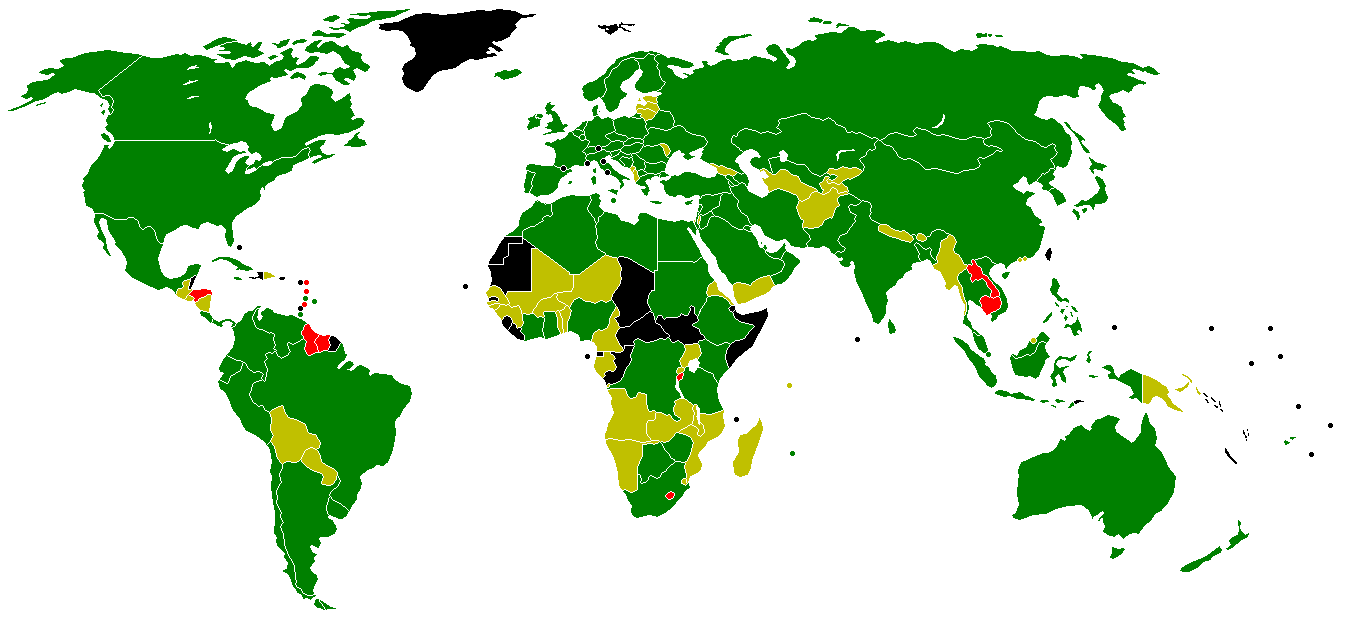
Карта розташування країн-членів ISO (станом на 2011 рік)
Позначення:
члени
члени-кореспондети
члени-абоненти
країни з присвоєним кодом за ISO 3166-1, що не є членами ISO

На початок 2014 року до ISO входило 164 країни (117 членів, 41 член-кореспондент, 4 члени-абоненти) із 205 країн зі своїми національними організаціями зі стандартизації. Загалом у складі ISO більше ніж 80 комітетів-членів. Крім комітетів-членів членство ISO можуть мати статус членів-кореспондентів, котрі є організаціями з стандартизації держав на стадії розвитку. Категорія член-абонент введена для країн, що розвиваються.

### Україна
Україну в ISO до 2011 року представляв Державний комітет України з питань технічного регулювання та споживчої політики, поки не був ліквідований в ході адміністративної реформи Віктора Януковича у 2011 році. Станом на 2014 рік Україну в ISO представляло Міністерство економічного розвитку і торгівлі. На поточний момент (квітень 2016 р.) представником України є ДП «УкрНДНЦ».

## Організаційна структура ISO
Організаційно в ISO входять керівні і виконавчі органи. Керівні органи: Генеральна асамблея (найвищий орган), Рада, Технічне керуюче бюро. Виконавчі органи — технічні комітети (ТК), підкомітети, технічні консультативні групи (ТКГ).

## Генеральна асамблея
Генеральна асамблея — це зібрання керівних осіб і делегатів, призначених комітетами-членами. Кожний комітет-член має право представити не більше трьох делегатів, але їх можуть супроводжувати спостерігачі. Члени-кореспонденти і члени-абоненти беруть участь як спостерігачі.

## Рада
Рада керує роботою ISO у перервах між сесіями Генеральної асамблеї. Рада має право, не скликаючи Генеральну асамблею, направити в комітети-члени опитування для консультації або доручити комітетам-членам їх вирішення. На засіданнях Ради рішення приймаються більшістю голосів присутніх на засіданні комітетів-членів Ради. У період між засіданнями й у разі потреби Рада може ухвалювати рішення шляхом листування.
Раді ISO підпорядковуються сім комітетів: PLACO (Технічне бюро), STACO (Комітет з вивчення наукових принципів стандартизації), CASCO (Комітет з оцінювання відповідності), INFCO (Комітет з науково-технічної інформації і послуг), DEVCO (Комітет з надання допомоги країнам, що розвиваються), COPOLCO (Комітет із захисту інтересів споживачів), REMCO (Комітет зі стандартних зразків).